# الکساندر ابرلین
الکساندر ابرلین (انگلیسی: Alexander Eberlein؛ زادهٔ ۱۴ ژانویهٔ ۱۹۸۸) بازیکن فوتبال اهل آلمان است.
از باشگاه‌هایی که در آن بازی کرده‌است می‌توان به باشگاه فوتبال اس‌وی زاندهاوزن و باشگاه فوتبال مونیخ ۱۸۶۰ اشاره کرد.